# Ragna Thiis Stang
Ragna Thiis Stang, född 15 september 1909 i Kristiania (nuvarande Oslo), död 29 mars 1978 i Kenya (bilolycka), var en norsk konsthistoriker och museidirektör.
Thiis Stang blev 1960 dr. philos. Hon gav tillsammans med sin make, Nic Stang, ut flera böcker och häften för skolbruk. Hon var lektor vid Norsk Folkemuseum 1938–1944, konservator vid Vigelandsmuseet från 1947 och direktör för Oslo kommunes kunstsamlinger 1966–1971, därefter konsulent där. Hon var medförfattare i Verdens kunsthistorie (1949–1951), där hon behandlade tiden från högrenässansen till och med klassicismen. Hon har bland annat gett ut Livet og kunsten i ungrenessansens Firenze (1959), De store billedhuggere og borgerrepublikken Firenze (doktoravhandling), Gustav Vigeland (1965, utökad upplaga 1969) och Edvard Munch. Mennesket og kunstneren (1977), som är översatt till ett flertal språk.

## Familj
Thiis Stang var dotter till Jens Thiis och syster till Helge Thiis. Hon gifte sig den 6 januari 1934 med konsthistorikern Nic Stang, med vilken hon fick dottern Tove Stang Dahl.